# 패트리카 다보

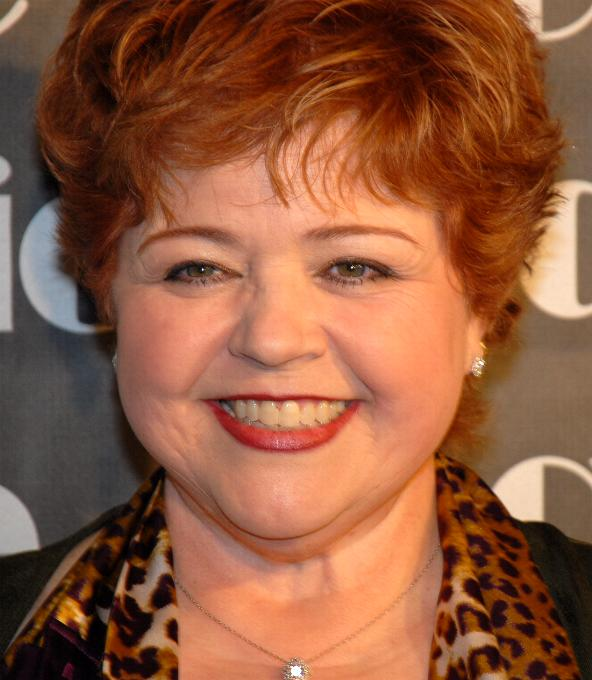

퍼트리카 다보(Patrika Darbo, 영어 발음: /pəˈtrɪkə/, 1948년 4월 6일 ~ )는 미국의 배우이다.
잭슨빌에서 태어났다.

## 영화
- 더 히어로 (2017년) - 다이앤 역
- 포르노 메이커 (2014년)
- 덴 더 나이트 컴스 (2013년) - 지니 역
- 어드벤쳐스 오브 미키 맷슨 앤 더 카퍼헤드 트레져 (2012년)
- 라이프 앳 더 리조트 (2011년) - 페니 역
- 산타 포스를 찾는 모험 (2010년)
- 무빙 맥앨리스터 (2007년) - 데비 역
- 찰리 윌슨의 전쟁 (2007년)
- 손도끼 (2006년)
- 카풀 가이 (2005년)
- 미스터 & 미세스 스미스 (2005년)
- 매드하우스 (2004년) - 베티 역
- 루비 브리지스 (1998년)
- 스피드 2 (1997년) - 루비 피셔 역
- 하우스 어레스트 (1996년)
- 패스트 머니 (1995년)
- 꼬마 돼지 베이브 (1995년)
- 라스트 찬스 디텍티브 - 미스테리 라이츠 오브 나바조 메사 (1994년)
- 아버지의 비밀 (1994년)
- 코리나 코리나 (1994년)
- 사선에서 (1993년)
- 도시의 난폭자 (1992년)
- 여자의 선택 (1992년)
- 스텝 바이 스텝 (1991년)
- 귀여운 악마 (1991년)
- 사인필드 (1990년)
- 녹색 화성인 (1990년)
- 그렘린 2 - 뉴욕 대소동 (1990년)
- 내쉬빌 비트 (1989년)
- 유령 마을 (1989년)
- 유혹의 다운타운 (1988년)
- 삼각 관계 (1988년)
- 우리 생애 나날들 (1965년)